# Marc Licini Cras (qüestor 54 aC)
Marc Licini Cras (en llatí: Marcus Licinius M. f. P. n. Crassus) va ser un magistrat romà del segle i aC. Formava part de la gens Licínia, una antiga família d'origen plebeu, i era el fill gran del triumvir Marc Licini Cras i la seva esposa Tertul·la.
El 54 aC a ocupar el lloc del seu germà Publi com a qüestor de Juli Cèsar a la Gàl·lia, i l'any següent va continuar al seu servei com a proqüestor. Quan va esclatar la Segona guerra civil romana l'any 49 aC, va ser prefecte a la Gàl·lia Cisalpina del costat de Cèsar.
Per la seva gran semblança amb el senador Axi es donava per fet que la seva mare havia estat infidel al marit. Sembla que la muller de Cras era Cecília Metel·la, atès que apareix en una inscripció com esposa de M. Crassus, que no pot ser el triumvir.